# 五条天神社

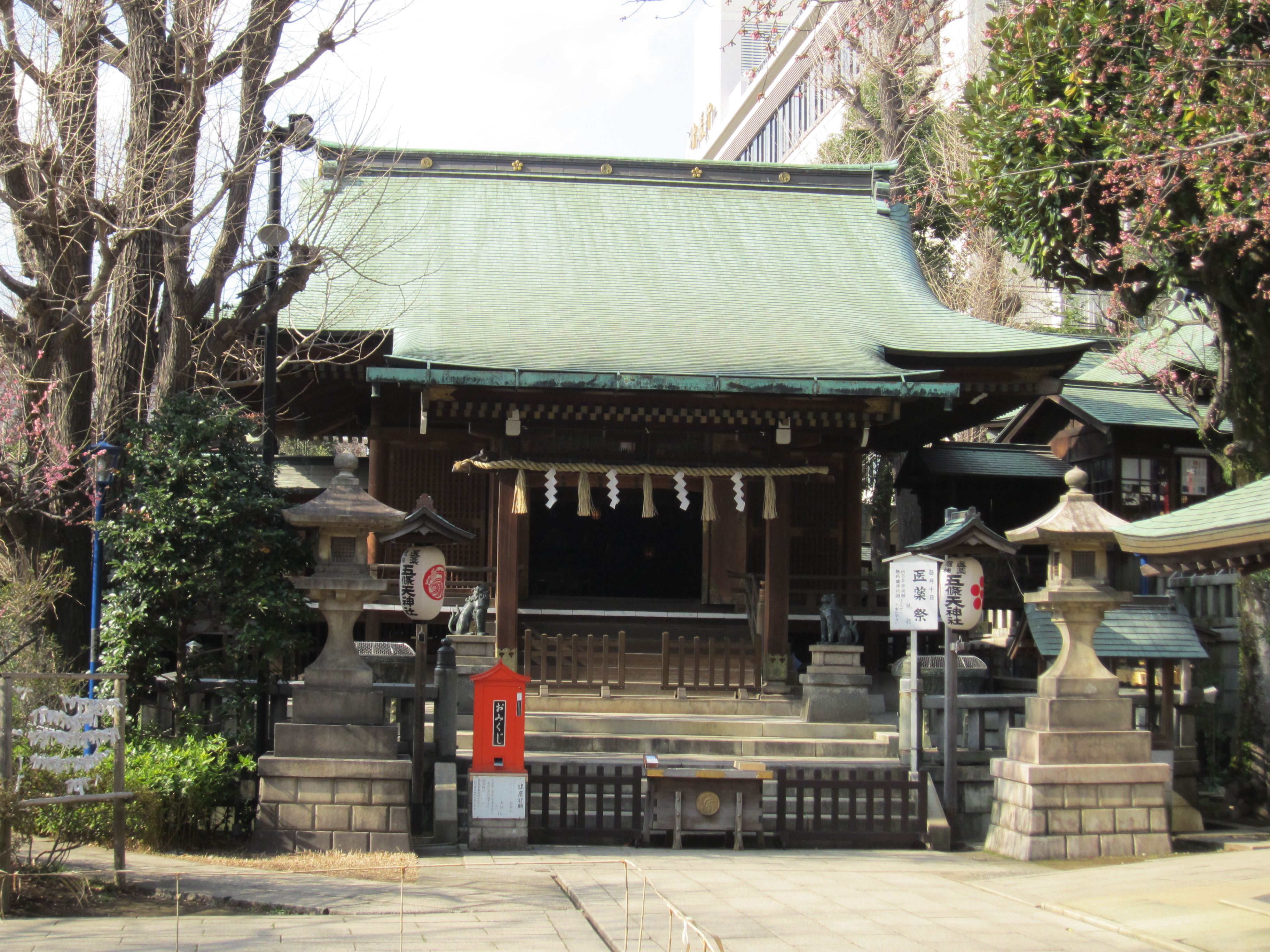

五条天神社（ごじょうてんじんじゃ）是日本東京都台東区的一座神社（天满宮），位于上野公園。創建于景行天皇朝（約西暦110年）。

## 祭神
- 主祭神
  - 大己貴命
  - 少彦名命
- 相殿神
  - 菅原道真公（すがわらみちざね）